# Гарсія II (король Галісії)
Гарсія II (*García II, бл. 1042 —22 березня 1090) — король Галісії у 1065—1071 та 1072—1073 роках.

## Біографія
Походив з династії Хіменес. Син Фернандо I, короля Кастилії і Леону, та Санчи Леонської.
Після смерті батька у 1065 році Гарсія отримав Галісію. Встановив союзницькі стосунки з емірами Бадахоса і Севільї. За наказом короля відновлено єпархії в містах Брага, Ламего і Туя. Останнє місто стало столицею держави Гарсії II.
Згодом вступив у конфлікт з графами Португалії.  У 1071 році у вирішальній битві при Педросо Гарсія II завдав нищівної поразки графу Нуну II Мендішу. Після цього прийняв титул короля Галісії та Португалії.
Того ж року був переможений старшим братом Санчо II, королем Кастилії, який запроторив Гарсію II у Бургосі. Потім відправлений до еміра аль-Мутаміда, голови Севільської тайфи. Після того як в 1072 році королівською владою заволодів інший його брат — Альфонсо VI, Гарсія II повернувся з вигнання.
Гарсія II зумів відновитися на троні Галісії. Втім Альфонсо VI підступом захопив Гарсію II в полон, запросивши на перемовини до замку Луна. Після цього все життя перебував у в'язниці закованим у ланцюги. Помер у 1090 році.

## Родина
Коханка — ім'я невідоме.
Діти:
- Фернандо (д/н-1134)